# Shrewsbury and Atcham
Shrewsbury and Atcham – były dystrykt w hrabstwie Shropshire w Anglii. W 2001 roku dystrykt liczył 95 850 mieszkańców.

## Civil parishes
- Acton Burnell, Alberbury with Cardeston, All Stretton, Astley, Atcham, Bayston Hill, Berrington, Bicton, Buildwas, Cardington, Church Preen, Church Pulverbatch, Condover, Cound, Cressage, Ford, Frodesley, Great Hanwood, Great Ness, Harley, Hughley, Kenley, Leebotwood, Leighton and Eaton Constantine, Little Ness, Longden, Longnor, Minsterley, Montford, Pimhill, Pitchford, Pontesbury, Ruckley and Langley, Sheinton, Smethcott, Uffington, Upton Magna, Westbury, Withington, Wollaston, Woolstaston i Wroxeter and Uppington[2].